# La Mort dans l'âme (téléfilm)
 (janvier 2018).
Si vous disposez d'ouvrages ou d'articles de référence ou si vous connaissez des sites web de qualité traitant du thème abordé ici, merci de compléter l'article en donnant les références utiles à sa vérifiabilité et en les liant à la section « Notes et références ».
Pour les articles homonymes, voir La Mort dans l'âme.
Pour plus de détails, voir Fiche technique et Distribution.
La Mort dans l'âme  est un téléfilm français diffusé, pour la première fois, le 31 janvier 2018 sur France 2.

## Synopsis
Marc Lagnier est un père de famille extrêmement protecteur vis-à-vis de son fils. Pourtant, un soir, son fils est retrouvé mort sur son lit et il avoue immédiatement être le coupable de ce meurtre. Son avocat, Tristan Delmas, ne croit pas en la sincérité d'un tel aveu et essaye de découvrir par lui-même la vérité.

## Fiche technique
- Réalisation : Xavier Durringer
- Scénario : Marie-Anne Le Pezennec et Guy-Patrick Sainderichin
- Photographie : Marie Spencer
- Musique : Nicolas Errèra
- Ingénieur du son : Madone Charpail
- Monteur : Laurence Bawedin
- Production : Laurent Ceccaldi et Caroline Solanillas
- Durée : 90 minutes
- Genre : drame
- Date de diffusion : 31 janvier 2018 sur France 2

Le 19 juin 2019, France 2 choisit de déprogrammer un épisode de la série Marjorie à cause des mauvaises audiences enregistrées les 2 semaines précédentes, pour proposer à la place la rediffusion de ce téléfilm dramatique.

## Distribution
- Didier Bourdon : Marc Lagnier
- Hugo Becker : Tristan Delmas
- Isabelle Renauld : Valérie Lagnier
- Flore Bonaventura : Pauline Lagnier
- Slimane Yefsah : Slim
- Benjamin Voisin : Alex Lagnier
- Patrick Le Mauff : Paul Decaux
- Elizabeth Macocco : Hélène Decaux
- Jules Durringer : Fred Collot
- Vincent Jouan : César
- Laurent Olmedo : le bâtonnier
- Béatrice de Staël : la prof
- Alicia Hava : Charlotte
- Jérôme Keen : le juge Faidherbe
- Mariama Gueye : Dana
- Eugénie Derouand : journaliste TV
- Bruno Guillot : le maton
- Jean Miez : le voisin
- Emmanuelle Escourrou : la présidente des Assises
- Nina Villanova : Stéphanie Morel
- Jean-Alain Velardo : le conducteur accident
- Pascale Mariani : la directrice de l'hôpital
- Dorothée Brière : la psychiatre
- Flavien Videau : journaliste radio libre
- Joël Ravon : le chasseur

## Accueil critique
Moustique ne tarit pas d'éloge pour le téléfilm : « Touchante et dérangeante, la fiction aborde aussi un sujet particulièrement délicat. Xavier Durringer signe un téléfilm sombre et d'une belle intensité même s'il est parfois éprouvant ». La journaliste salue également la prestation de Didier Bourdon, dans « un rôle poignant et à contre-emploi, loin des comédies françaises dans lesquelles il a souvent été cantonné ». Elle ajoute : « Par sa force fragile et sa nuance, Didier Bourdon, nourrit à lui seul l'absence de dialogues ». Hugo Becker est jugé « tout aussi talentueux ». 

## Distinction
- Festival Polar de Cognac 2018 : Meilleur film unitaire francophone[3]